# La locandiera
La locandiera è una commedia in tre atti scritta da Carlo Goldoni nella prima metà del mese di dicembre del 1752. Venne rappresentata per la prima volta al Teatro Sant'Angelo di Venezia, con Maddalena Marliani-Raffi, detta Corallina, nel ruolo della protagonista ed è di gran lunga la più fortunata commedia del commediografo veneziano.
La storia si incentra sulle vicende di Mirandolina, un'attraente e astuta giovane donna che possiede a Firenze una locanda ereditata dal padre e la amministra con l'aiuto del cameriere Fabrizio.

## Trama

### Primo atto
Mirandolina gestisce a Firenze una locanda, dove viene costantemente corteggiata da ogni cliente, in modo particolare dal marchese di Forlipopoli, aristocratico decaduto che ha venduto il prestigioso titolo nobiliare, e dal conte di Albafiorita, un giovane mercante che, arricchitosi, è entrato a far parte della nuova nobiltà comprando il titolo.
I due personaggi rappresentano gli estremi dell'alta società veneziana del tempo. Il Marchese, avvalendosi esclusivamente del suo onore, è convinto che basti la sua protezione per conquistare il cuore della donna. Al contrario, il Conte crede di poter procurarsi l'amore di Mirandolina così come ha acquisito il titolo (le fa infatti molti e costosi regali). Questo ribadisce le differenze tra la nobiltà di spada e la nobiltà di toga, cioè quella dei discendenti dei nobili medievali e quella di coloro che hanno comprato il titolo nobiliare.
L'astuta locandiera non si concede a nessuno dei due uomini, lasciando a entrambi intatta l'illusione di una possibile conquista.
Il fragile equilibrio instauratosi nella locanda è sconvolto dall'arrivo del cavaliere di Ripafratta, aristocratico altezzoso e misogino incallito ispirato al patrizio fiorentino Giulio Rucellai, a cui la commedia è dedicata. Il Cavaliere, ancorato alle sue nobili origini e lamentandosi del servizio scadente, detta ordini a Mirandolina. Egli cerca inoltre di mettere in ridicolo il conte e il marchese accusandoli di essersi abbassati a corteggiare una donna.
Per ripicca Mirandolina, non abituata a essere trattata come una serva e ferita nel suo orgoglio femminile, si ripromette di far innamorare il Cavaliere.

### Secondo atto
Per fare innamorare il Cavaliere, Mirandolina si mostra sempre più gentile e piena di riguardi nei suoi confronti, finché quest'ultimo inizia a mostrare i primi segni di cedimento. Dichiara inoltre di disprezzare le donne che mirano esclusivamente al matrimonio, destando immediatamente una certa ammirazione da parte della sua vittima. Egli non riesce a difendersi come vorrebbe: Mirandolina usa a proprio favore la misoginia del Cavaliere mostrando con falsa sincerità di disprezzare anch'ella le donne e di pensare proprio come un uomo. 
Inoltre, Mirandolina mostra ostentatamente di non voler fare complimenti falsi al Marchese. In una famosa scena, lo squattrinato Marchese vuole pavoneggiarsi con la presunta bontà di un vino di Cipro che in realtà ha un sapore disgustoso; mentre il Cavaliere non riesce a dire in faccia al suo avversario la verità, Mirandolina non esita ad affermare davanti a tutti che il vino è davvero imbevibile; dicendo la verità, porta in avanti la sua maliziosa strategia di seduzione.
Inizia così il crollo del Cavaliere: pur conoscendo le armi nemiche, decide troppo tardi di lasciare la locanda per porsi in salvo. Mirandolina passa all'ultimo attacco e finge di svenire quando egli sta per andarsene. In tal modo, il Cavaliere cede e decide di non partire più.

### Terzo atto
Il cameriere Fabrizio, da sempre di servizio nella locanda, è molto geloso di Mirandolina, la quale riceve addirittura in dono dal Cavaliere una boccetta d'oro che però getta con disprezzo in un cesto. Infatti, ora è la locandiera a mostrarsi ostile nei confronti del Cavaliere, dicendogli di non credere alle sue dichiarazioni d'amore. Il Cavaliere, dilaniato da sentimenti contrastanti, non vuole far sapere di essere oggetto dei raggiri di una donna, ma allo stesso tempo spera di poterla avere per sé. Quando Conte e Marchese lo accusano di essersi innamorato della donna, l'orgoglio ferito del Cavaliere esplode in una disputa che rischia di culminare in tragedia. Ma l'intervento della stessa locandiera impedisce che si venga alle spade. Il Marchese, accortosi della boccetta nel cesto e credendola di scarso valore, se ne appropria e la regala poi a Dejanira, una delle commedianti arrivate alla locanda.
Dato che l'innamoramento del Cavaliere è diventato cosa pubblica proprio come si era riproposta la locandiera, la vendetta di Mirandolina è finalmente compiuta, ma ciò comporta il risentimento sia del Conte sia del Marchese. 
Arriva inoltre il momento in cui il Cavaliere dà in escandescenze e inizia a mostrarsi pericoloso, per cui Mirandolina riconosce di essersi spinta troppo in là. Decide quindi di risolvere la questione sposando il cameriere Fabrizio, come le aveva consigliato il padre in punto di morte. Mirandolina non lo ama veramente, ma sceglie di approfittare delle circostanze sapendo che il matrimonio non sarà un vero ostacolo per la sua libertà. La scena finale si conclude quando lei, rientrata in possesso della boccetta donatale dal Cavaliere, si rivolge al pubblico maschile e lo esorta a non lasciarsi ingannare.

## Lettura
La morale dichiarata del pezzo si ricollega all'ars amandi, dunque a un'arte al tempo riservata agli uomini: l'uomo deve essere messo in guardia da malizie e tranelli escogitati dalle donne, furbe e dotate di armi pericolose. Almeno il brevissimo monologo finale di Mirandolina si inquadra in questa lettura:
Si tratta comunque soltanto di una minima parte del messaggio della commedia. L'introduzione del pezzo (L'autore a chi legge) approfondisce la questione, parlando dei difetti del Cavaliere e della sua tendenza a incappare in situazioni di sofferenza e avvilimento. Concentrandosi sui caratteri dei personaggi si nota quindi come la furbizia e la malizia di Mirandolina vincano sulla presunzione e sull'ostinazione del Cavaliere: 
Principalmente, va comunque detto che, a dispetto dei difetti dalla protagonista, la civetteria di Mirandolina è da introdursi in un operato fondamentalmente onesto; nella sostanza, la commedia illustra in maniera convincente l'indipendenza e intelligenza di una donna d'affari, doti che la portano al successo: è in questo contesto che va primariamente letta l'opera. Il matrimonio con Fabrizio, indispensabile per rispettare le convenzioni e portare la vicenda a un lieto fine, non altera la lettura di fondo: il ritratto di un individuo autonomo e con senso del realismo.

## Dal teatro della commedia dell'arte al teatro d'autore
La locandiera è lo stendardo del nuovo teatro di Goldoni, che supera e soppianta gli schemi della commedia dell'arte. Le maschere che gli attori usavano in precedenza per interpretare personaggi fissi vengono sostituite dal volto stesso dei commedianti, che impersonano il ruolo di personaggi quotidiani e reali. Lo svolgimento della vicenda, prima affidato attraverso un sommario canovaccio all'inventiva degli attori, viene sostituito dall'ordinata sequenza di eventi mirabilmente pianificata da Goldoni, che diventa così il poeta di teatro.
I personaggi di Dejanira e Ortensia, vicini al mondo della commedia dell'arte, vengono descritti come figure capaci di fingere solo sul palco, ma non fuori dalla scena; le due donne sono infatti facilmente smascherate tanto da Mirandolina quanto dal Cavaliere, e incarnano il ruolo delle antagoniste perdenti. Mirandolina, invece, incarna il tipico esempio della nuova commedia di carattere goldoniana, i cui personaggi sono in grado di pianificare e recitare sul gran teatro del mondo da cui sono tratti: in questo senso, ella incarna l'intento dell'intera riforma teatrale di Goldoni. Questo personaggio, tra l'altro, non è altro che uno sviluppo della maschera di Colombina che ritroviamo nella commedia dell'arte; a differenza di quella, però, si tratta di un personaggio differenziato e imprevedibile. Questa tendenza al realismo conferisce alla commedia un volto umano.

## La commedia nel suo contesto storico
Si tratta di un'opera accessibile a tutti; in questo senso, si discosta dai temi prevalentemente filosofici e intellettuali dell'Illuminismo. Malgrado ciò, la commedia rispecchia il dibattito sulle classi sociali, così vivo nel Settecento, e può essere considerata proprio in questo contesto storico. Nella città lagunare, fondamentale è la convivenza tra spirito conservatore e idee gradualmente sempre più moderne. E Mirandolina si preoccupa dei suoi interessi incarnando in un certo senso i nuovi ideali della borghesia mercantile ed emergente in questo secolo. I nobili, poi, sono rappresentati nella varia articolazione che caratterizzava l'aristocrazia del XVIII secolo: nobili di antica stirpe (nobiltà di spada) ma decaduti e privi di mezzi, nobili ricchi di appoggi e relazioni ma non di denari, borghesi da poco nobilitati (nobiltà di toga). Nell'insieme, gli aristocratici rappresentano i parassiti della società che non contribuiscono minimamente al suo sviluppo, pretendendo privilegi e servigi e rendendosi ridicoli agli occhi degli spettatori; Goldoni assume in questo contesto l'ottica del terzo stato.
Chiaramente da inquadrare nella scia dell'Illuminismo è la rivalutazione della donna nelle opere di Goldoni tra il 1750 e il 1753: una figura ispirata e consapevole delle proprie scelte. Emerge quindi nella commedia il concetto illuminista di autodeterminazione dell'individuo, particolarmente significativo perché portato avanti da un personaggio femminile.
Se dal punto di vista sociale la visione di Goldoni fu profondamente critica, lo stesso vale per l'atteggiamento dei nobili veneziani nei confronti del drammaturgo, piuttosto ostile; con ciò, la scelta di ambientare la commedia a Firenze anziché a Venezia doveva costituire una sorta di protezione per Goldoni. 
È comunque anche per confrontarsi con le grandi figure dell'Illuminismo che Goldoni avrebbe abbandonato Venezia alla volta di Parigi.

## Adattamenti
Nel 1773 Antonio Salieri e il librettista Domenico Poggi adattarono la commedia nel dramma giocoso La locandiera in tre atti. Nel 1800 Simon Mayr compose una sua versione in due atti su libretto di Gaetano Rossi e fu anche una delle opere preferite del cantante d'opera Luigi Barilli.
Famosa resta l'esecuzione di Franco Enriquez del 1966 trasmessa in tv; si ricordano inoltre Mirandolina di Bohuslav Martinů, La locandiera di Mario Persico, La locandiera di Giancarlo Cobelli del 1985 e il film La locandiera di Paolo Cavara.